# Jonathan Gresham
Jonathan Gresham   (né le 20 mars 1988 à Atlanta, Géorgie) est un catcheur américain. Il travaille actuellement à la Total Nonstop Action Wrestling.

## Carrière de catcheur

### Circuit indépendant (2005-...)
Gresham s'entraîne à l'école de catch de la World Wrestling Alliance 4 auprès de Curtis Hughes (en) et Jay Fury. Il fait son premier combat dans cette fédération le 5 mars 2005 où il affronte Heath Miller.

### Chikara (2010–2012)

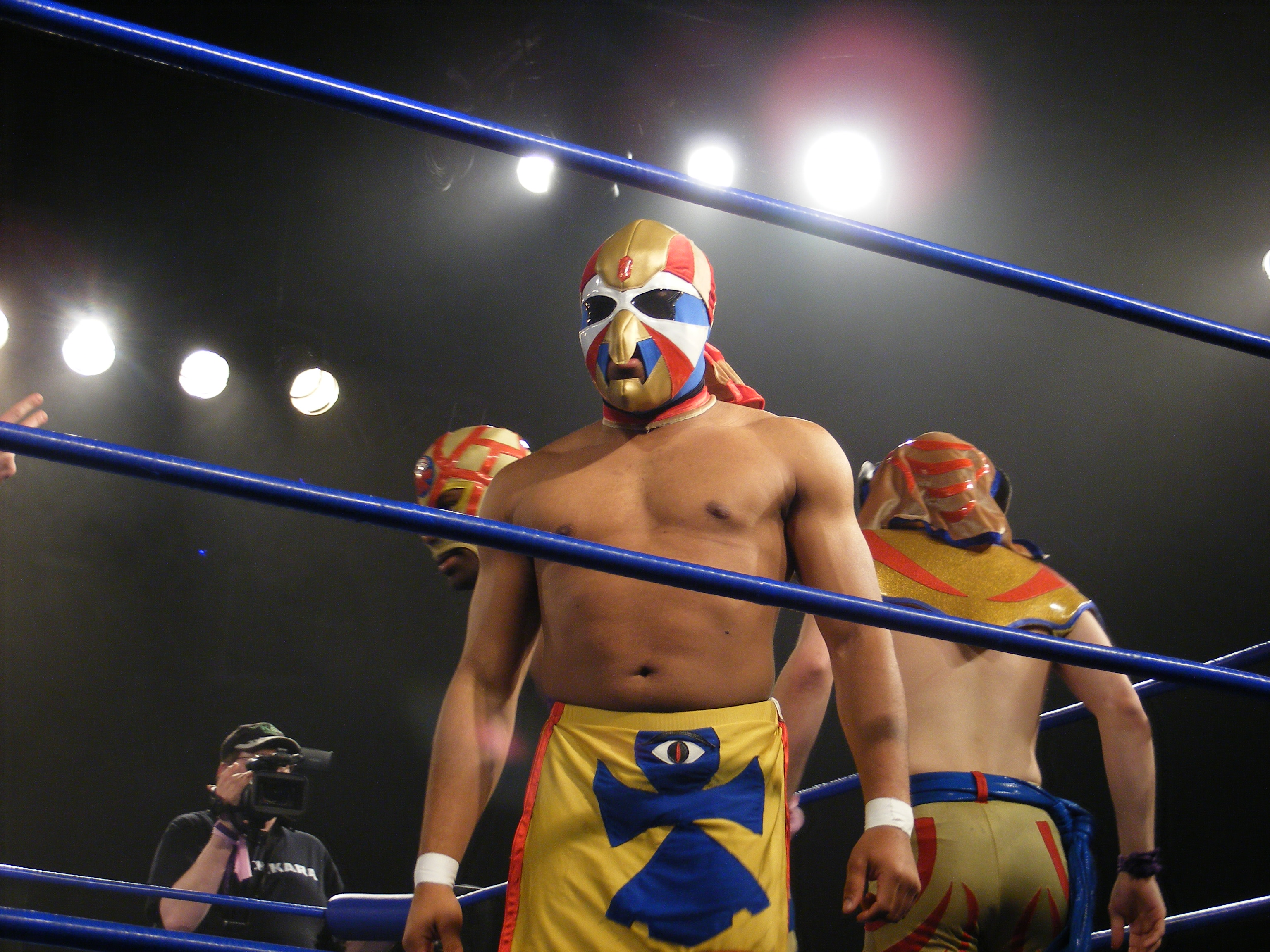
Gresham ent tant que "Hieracon" avec The Osirian Portal

### Combat Zone Wrestling (2010-2017)
Lors de Prelude To Violence 2, il perd contre Adam Cole et ne remporte pas le CZW World Junior Heavyweight Championship. 
Lors de Down With The Sickness 2016, il bat Greg Excellent, Joe Gacy et Matt Tremont dans un Four Way Boards Of Nails Carpet Stripes Pains Of Glass Death Match et remporte le CZW World Heavyweight Championship. Lors de Cage Of Death 18, il perd le titre contre Joe Gacy,.

### Ring of Honor (2011, 2014-2021)
Lors de la troisième nuit de la tournée War of the Worlds, lui et Chris Sabin perdent contre War Machine (Hanson et Raymond Rowe) dans un Three Way Tag Team Match qui comportaient également Los Ingobernables de Japón (Evil et Sanada).
Le 9 septembre, lui, Alex Shelley, Chris Sabin, et Jay White battent Bullet Club (Matt Jackson, Nick Jackson, Tama Tonga et Tanga Loa). Lors de ROH/NJPW Global Wars 2017 - Tag 3, lui et Jay White perdent contre The Addiction (Christopher Daniels et Frankie Kazarian).
Lors de ROH Honor Re-United Day 3, il bat Joe Hendry.
Lors de War Of The Worlds 2019 - Tag 1,  lui et Jay Lethal perdent contre Guerrillas of Destiny (Tama Tonga et Tanga Loa) et ne remportent pas les ROH World Tag Team Championship.

#### ROH World Tag Team et Pure Champion (2019-2021)
Lors de Final Battle 2019, lui et Jay Lethal battent The Briscoe Brothers (Jay Briscoe et Mark Briscoe) et remportent les ROH World Tag Team Championship.
Il participe ensuite au tournoi pour couronner le nouveau ROH Pure Champion, un titre qui a été réactivé après avoir été désactivé 14 ans plus tôt. Il remporte le tournoi en battant Tracy Williams en finale  pour remporter le titre et devenir double champion le 31 octobre 2020. Le 28 novembre lors de ROH TV, Gresham, Lethal, Rhett Titus et Tracy Williams forment un clan appelé The Foundation. Lors de Final Battle 2020, il conserve ses titres Pure et par équipe en battant en début de soirée PCO et Mark Briscoe lors d'un match par équipe avec Lethal, et Flip Gordon en fin de soirée.
Le 26 février, lui et Jay Lethal perdent les ROH World Tag Team Championship contre La Facción Ingobernable (Dragon Lee et Kenny King).
Lors de Death Before Dishonor 2021, il perd son titre contre Josh Woods.
Lors de Final Battle 2021, il bat Jay Lethal et remporte le vacant ROH World Championship.

### Total Nonstop Action Wrestling (2016)
Il fait ses débuts lors de TNA One Night Only X-Travaganza 2016 en perdant contre DJZ.

### Retour à Impact Wrestling (2021-...)
Le 23 décembre 2021, Impact Wrestling annonce qu'il défendra le ROH World Championship contre Chris Sabin à Hard to Kill le 8 janvier. Lors de Hard to Kill, il conserve son titre contre Chris Sabin. Le 26 janvier à Impact, il conserve son titre contre Steve Maclin.
Le 15 décembre 2022, il fait son retour à Impact Wrestling pour venir aider Delirious de l'attaque de Eddie Edwards et plus tard, Scott D'Amore a annoncé qu'il a signé avec la compagnie.

## Palmarès
- Combat Zone Wrestling
  - 1 fois CZW World Heavyweight Championship
  - Best of the Best XV (2016)

- Desastre Total Ultraviolento
  - 1 fois DTU Alto Impacto Champion

- IndependentWrestling.TV
  - 1 fois Independent Wrestling Champion

- International Wrestling Cartel
  - 1 fois IWC Super Indy Champion
  - Super Indy 17 (2018)

- N'Catch
  - Super N'Cup (2011)

- National Wrestling Alliance
  - 1 fois NWA Midwest X Division Champion

- New South Pro Wrestling
  - 1 fois NSPW Heavyweight Champion

- Powerbomb.tv
  - 1 fois Independent Champion
  - Independent Championship Tournament (2017)

- Progress Wrestling
  - 1 fois Progress Unified World Champion[25]

- Pro Wrestling Zero1
  - 1 fois International Junior Heavyweight Champion
  - 1 fois NWA World Junior Heavyweight Champion
  - 1 fois Zero1 USA Midwest X Division Champion/World Junior Heavyweight Champion

- Pro Wrestling Alliance
  - 1 fois PWA Heavyweight Champion
  - 1 fois PWA Iron Man Champion

- Pure Xtremely Brutal Wrestling Entertainment
  - 1 fois PXBWE Tag Team Champion avec Tim Donst

- Ring of Honor
  - 1 fois ROH World Championship
  - 1 fois ROH Pure Championship
  - 1 fois ROH World Tag Team Championship avec Jay Lethal
  - 6e ROH Triple Crown Champion

- The Crash Lucha Libre
  - 1 fois The Crash Cruiserweight Champion

- Westside Xtreme Wrestling
  - 1 fois wXw World Tag Team Champion avec Jay Skillet
  - 16 Carat Gold Tournament (2022)

- WWA4 Wrestling School
  - 1 fois WWA4 Heavyweight Champion
  - 1 fois WWA4 Internet Champion
  - 1 fois WWA4 Tag Team Champions avec Ric King

## Récompenses des magazines
- Pro Wrestling Illustrated

| Année | 2017 | 2018 | 2019 | 2020 | 2021 | 2022 | 2023 | 2024 |
| ----- | ---- | ---- | ---- | ---- | ---- | ---- | ---- | ---- |
| Rang  | 338  | 392  | 368  | 49   | 20   | 10   | 118  | 276  |